# Dassower Brücke

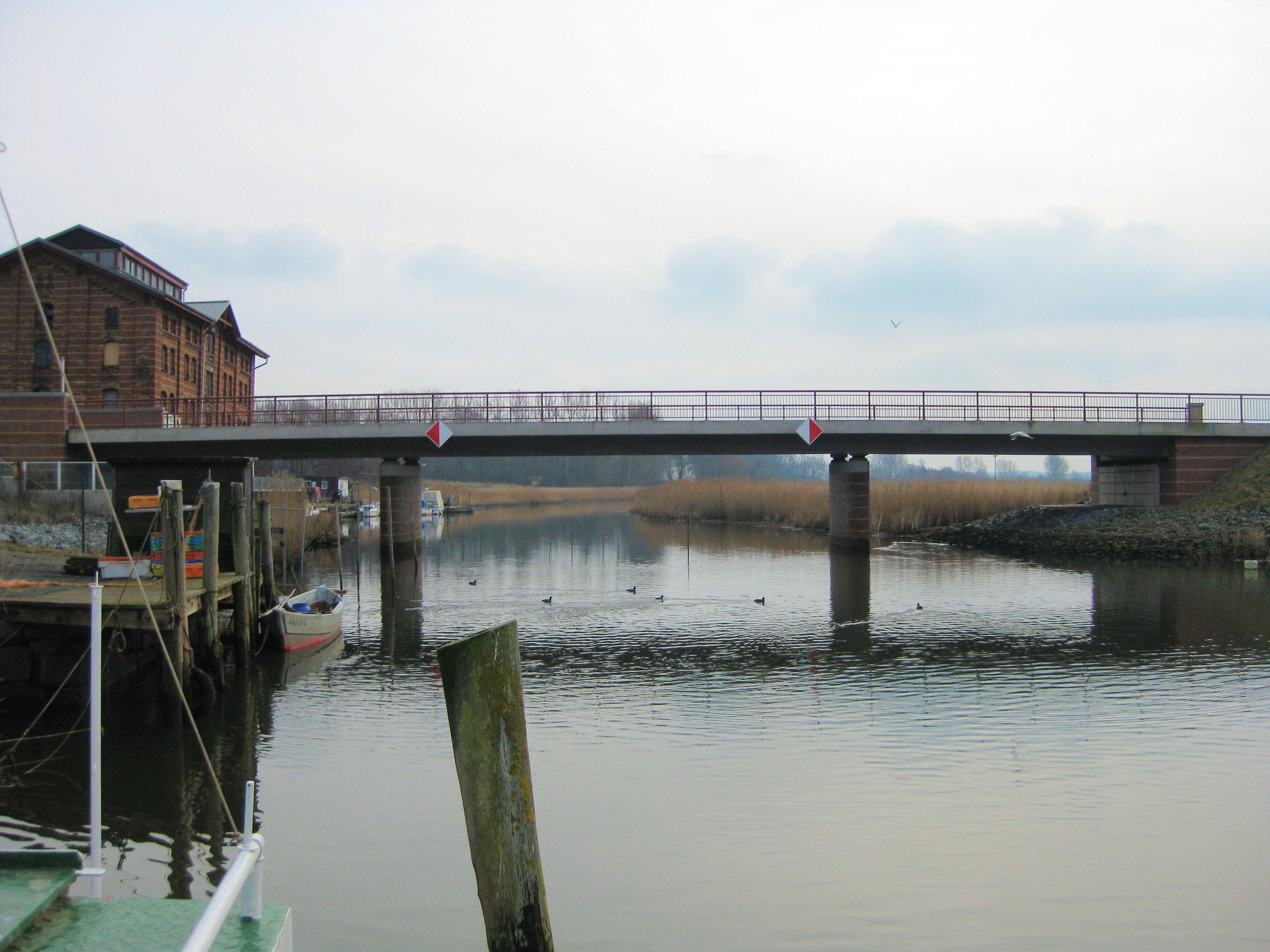
Dassower Brücke

Die Dassower Brücke ist eine moderne Straßenbrücke über die Stepenitz unmittelbar bei der Stadt Dassow im Zuge der Bundesstraße 105. Historisch ist sie eine der ältesten Brücken in Mecklenburg-Vorpommern an einem früheren Dreiländereck zwischen Mecklenburg, dem Bistum Ratzeburg und der Hansestadt Lübeck. Sie wurde zuletzt 2005 vollständig erneuert.

## Lage
Die Dassower Brücke überquert die Stepenitz in deren Mündungsbereich in den Dassower See. Die Stepenitz war früher ein Grenzgewässer: am linken lag Ufer das Fürstentum Ratzeburg und am rechten Ufer das Herzogtum Mecklenburg. Der Dassower See und die Hoheit über die Stepenitz waren seit alters her bei der Stadt Lübeck, die seit dem Mittelalter alle Anstrengungen unternahm, ihren Einfluss auf beiden Seiten der Trave als Wasserweg zwischen Travemünde und Oldesloe zu sichern. Die kleine Hafenstelle mit den Booten der Dassower Fischer und der ehemalige Speicher der Firma Callies bei der Brücke deuten die bis in das frühe 20. Jahrhundert günstige Verkehrslage noch an. Über die Dassower Brücke führte bereits im Mittelalter eine wichtige Altstraße, die Hansische Ostseestraße von Lübeck in Richtung Wismar und weiter nach Rostock. Der ebenfalls von Lübeck aus hinter der Brücke liegende Klützer Winkel war den Lübeckern bereits 1188 im Barbarossa-Privileg als besonderes Einflussgebiet zugewiesen worden. Der Übergang über die Stepenitz wurde durch eine befestigte Burg auf mecklenburgischer Seite gesichert. Aus dieser Burg ging das Schloss Lütgenhof als Adelssitz hervor, das heute als Hotel betrieben wird.

## Brücke
Die 2005 neu errichtete 47 Meter lange Brücke konnte erst gebaut werden, nachdem die Autobahn 20 zwischen Schönberg und Grevesmühlen fertiggestellt war. Die aus dem Jahr 1923 stammende Vorgängerbrücke war dem Verkehr auf der ehemaligen Transitstrecke vom Übergang Schlutup-Selmsdorf nach Sassnitz nicht mehr gewachsen.
Durch die durch Unkenntnis der Konstruktion zerstörte Stahlarmierung (Spannbetonkonstruktion) durch einen Architekten, wurde die Brücke durch Auftrag von Material so weit erhöht, dass eine Einsicht durch die Verkehrsteilnehmer beidseitig nicht mehr möglich war. Außerdem wurde durch diese Statikzerstörung des Spannbetons die Tragkraft der Brücke stark eingeschränkt.
Für die Dauer der Bauarbeiten wurde eine Behelfsbrücke errichtet und der morastige Untergrund im Mündungsbereich der Stepenitz führte beim Neubau zu erheblichen Gründungsproblemen bei Brücke und den Zufahrtsrampen. Die Baukosten beliefen sich auf 6,8 Millionen Euro.

## Geschichte
Um die Brücke, die örtlich wegen ihrer Grenzlage auch Dreiherrenbrücke genannt wird, ranken sich eine Vielzahl von Geschichten und Sagen in Lübeck und den beiden benachbarten Mecklenburgs. Aber auch die Geschichtsquellen spiegeln die strategische Bedeutung der Brücke über die Jahrhunderte wider. Deutlich wird der Interessenkonflikt zwischen dem Städteinteresse der Sicherung des freien Handels auf den Land- und Wasserwegen und dem Bedürfnis des ländlichen Adels am Wohlstand zu partizipieren. Bereits 1219 erließ der Bischof von Ratzeburg den Lübeckern seinen Anteil am Brückenzoll der Dassower Brücke. Herzog Nikolaus II. zu Mecklenburg schloss sich dem im darauf folgenden Jahr nach Verhandlungen mit dem Lübecker Ratsherrn Elias Ruz an.
Im Jahr 1261 wird die Dassower Burg der Ritter de Dartzowe von den Lübeckern im vertraglich gesicherten Einvernehmen mit dem Herzog zu Mecklenburg erobert und zerstört, weil diese ihre Haupterwerb auf die Beraubung von Kaufleuten verlegt hatten. Die Mecklenburger sicherten den Lübeckern zu, dass zwischen Dassow und Grevesmühlen keine Burg mehr errichtet werden dürfe. Dieses Versprechen wird zwar 1351 den Lübeckern bestätigt, aber bereits 1353 gestattet Herzog Albrecht II. von Mecklenburg den 1301 aus Berkenthin im Herzogtum Sachsen-Lauenburg zugewanderten Herren von Parkentin den Wiederaufbau der Dassower Burg.
Die ursprünglichen Herren von Dassow, die Dartzowe waren bereits zu Beginn des 14. Jahrhunderts bedeutungslos geworden, nachdem am 1. Juni 1307 im Frieden zu Herrenfähre unter Vermittlung des dänischen Königs Erik Menved zwischen Lübeck, den Grafen von Holstein und den Sachsen-Lauenburgern die Zerstörung ihrer Burgen gemeinsam mit denen anderer mecklenburgischer Landadliger beschlossen und in die Tat umgesetzt worden war.
Die Parkentiner waren mit dem Erwerb von Dassow dort bereits 1301 zur örtlichen Macht aufgestiegen. Nachdem sie den Ort von Herzog Heinrich dem Jüngeren erworben hatten, fassten sie mit mehreren Zweigen der Familie in der Gegend Fuß und gingen dabei auch nicht zimperlich vor. Am 23. April 1332 schworen alle Parkentiner in einer Fehde mit dem Bischof von Ratzeburg auf dem Priwall gemeinsam Urfehde, weil zwei Angehörige erschlagen worden waren. Herzog Albrecht belehnte die Brüder Parkentin 1351 mit der Bede und dem Hochgericht. Bis zum Verkauf der mecklenburgischen Güter durch Christian August von Berkentin 1746 bleiben die Parkentiner Herren von Dassow.
So sind sie auch in die Lübecker Fehde des Jahres 1506 einbezogen, die aufgrund einer Verkettung von unglücklichen Umständen im Sommer 1505 zu kriegerischen Zuständen zwischen Lübeck und Mecklenburg führten. Auslöser war das zufällige Aufeinandertreffen dreier betrunkener mecklenburgischer Bauern mit einer Lübecker Patrouille, die die Stepenitz flussaufwärts der Dassower Brücke inspizierte. Die Bauern, die eigentlich eine Lieferung Bier zum Siechenhaus vor Dassow bringen sollten, provozierten und zwei von ihnen wurden von den Lübeckern gefasst. Nach den Berichten der Chronisten David Chyträus und Reimar Kock angeheizt durch die weibliche Intrige der Herrin der mecklenburger Bauern, Irmgard von Buchwald, empörten sich die Einwohner der unteren Schichten Lübecks und trafen vor den Ratsdienern in Dassow ein. Dassow und umgebende Ortschaften wurden geplündert. Die Fehde zog sich über Jahre hin und selbst der Bischof von Ratzeburg Johannes von Parkentin sprang der Auseinandersetzung auf Seiten der mecklenburgischen Herzöge und seiner eigenen Verwandtschaft bei und gab die von Lübecker Seite erwartete Neutralität auf.
Noch in den Befreiungskriegen hatte die Brücke erhebliche strategische Bedeutung; 1813 fand hier der Überfall bei Dassow statt, bei dem die mit Frankreich verbündeten dänisch-holsteinischen Truppen eine Niederlage erlitten.

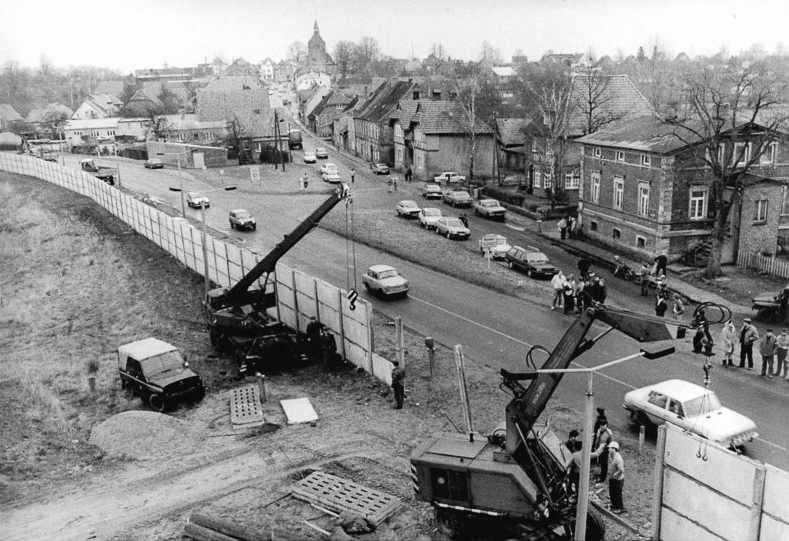
Abbau der Mauer auf der östlichen Rampe der Dassower Brücke 1990

Die Stadt Lübeck verzichtete erst mit einer Erklärung vom 16. Februar 1887 gegenüber Mecklenburg auf die Hoheitsrechte auf der Stepenitz. Auch die Fischereirechte auf der Stepenitz unterhalb von Börzow lagen bis in das 20. Jahrhundert noch bei der Stadt Lübeck. Der Grenzverlauf zwischen Mecklenburg und Lübeck entlang Trave und Dassower See wurde nach jahrhundertelangem Streit am 21. Juni 1890 vom Reichsgericht abschließend entschieden.
Von 1945 bis 1990 verlief die Innerdeutsche Grenze entlang dem Ufer des Dassower Sees. Der Blick von der Transitstraße Lübeck–Rostock auf den See wurde durch eine Betonmauer ähnlich der Berliner Mauer unterbunden.